# Engelbert I d'Ístria
Engelbert I de Sponheim (? - 1 d'abril de 1096) fou comte de Sponheim i de Kraichgau i marcgravi d'Ístria de vers 1090 a la seva mort el 1096. Fou també vogt de Salzburg.
Era el fill gran del comte Sigfrid I de Sponheim i de Ricardis de Lavant, filla del comte Engelbert IV Sieghardinger. Va fundar l'abadia de Sant Pau al Lavanttal al lloc del seu castell ancestral i el va donar als monjos de l'abadia d'Hirsau. Vers el 1090 se li va concedir el marcgraviat d'Ístria arrabassat a Poppó II que no obstant va poder conservar Carniola.
L'abril de 1095, Engelbert va entrar a l'abadia de Sant Pau com a monjo i va morir allí el dia 1 d'abril de 1096. Llavors el marcgraviat d'Ístria fou recuperat per Poppó II de Carniola.

## Núpcies i descendents
Engelbert es va casar amb Hedwiga, filla de Bernat II de Saxònia i va tenir sis fills:
- Bernat de Marburg (+ 1147), comte de Trixen i Marburg
- Ricardis (+ vers 1112), casada en primeres noces amb el comte Bertold I de Schwarzenburg (+ abans de 1090); en segones noces amb Poppó II de Caríntia i Ístria (+1098); i en terceres noces amb el comte Gebhard I de Reichenhall (+ 1102)
- Enric IV de Sponheim, conegut com a duc Enric VI de Caríntia (1122-1123) (+ 1123)
- Engelbert II (+ 1141), marcgravi d'Ístria (1107-1124), duc de Caríntia (1123-1134)
- Sigfrid II (+ 1132), comte de Sponheim-Lebenau
- Hartwig (+ 1126), bisbe de Regensburg (1105-1126)